# 식균아목
식균아목(食菌亞目) 또는 조식아목(藻食亞目, Myxophaga)은 딱정벌레목 중 가장 작은 아목의 하나이다. 점식아목(粘食亞目)이라고도 한다. 4개과에 약 65여 종의 딱정벌레를 포함하고 있다. 이들은 등판 표면에 봉합선을 지니고 있으나, 일부 과의 표면에서는 봉합선을 발견하기 어려울 수 있다. 이 아목의 종들은 수생곤충 또는 반 수생 곤충이고, 조류를 먹는다. 북아메리카에서는 스파이리우스속(Sphaerius)만이 서식하며, 습지에서 발견된다.

## 하위 분류
- 레피케루스과 (Lepiceridae)
- 히드로스카파과 (Hydroscaphidae)
- 스파이리우스과 (Sphaeriusidae)
- 토리딘콜라과 (Torridincolidae)

## 같이 보기
- 딱정벌레목의 과 목록